# Rezerwat przyrody Źródliskowa Buczyna im. Jerzego Jackowskiego
Rezerwat przyrody „Źródliskowa Buczyna im. Jerzego Jackowskiego” – rezerwat leśny o powierzchni 155,44 ha, utworzony 30 maja 1956 (powiększony w 2005 r.), w województwie zachodniopomorskim, na południowych stokach Wzgórz Bukowych i częściowo w obniżeniu pochodzenia aluwialnego nad jeziorem Glinna, 5 km na zachód-północny zachód od Starego Czarnowa, na terenie Szczecińskiego Parku Krajobrazowego „Puszcza Bukowa”.
Obszar rezerwatu podlega ochronie ścisłej.

## Cel ochrony
Celem ochrony jest zachowanie ze względów przyrodniczych, naukowych i dydaktycznych cech i procesów naturalnych dla wyróżniającego się dużymi walorami biocenotycznymi oraz estetycznymi kompleksu buczyn, łęgów i olsów, kształtującego się w warunkach dużego urozmaicenia rzeźby terenu i warunków siedliskowych.

## Charakterystyka

### Rzeźba terenu i gleby
W obrębie rezerwatu znajdują się południowe stoki wału Wzgórz Bukowych oraz równinne tereny nad Jeziorem Glinna. We wschodniej części rozciąga się płaskowyż sięgający 80 m n.p.m. wysokości. Jego strome stoki opadają w stronę południową i wschodnią o 20–40 m. W części północno-wschodniej płaskowyżu znajduje się rynnowate obniżenie, którego dno sięga 65 m n.p.m. Część zachodnia rezerwatu ma bardziej zróżnicowaną rzeźbę terenu. Na południu płaskie tereny nad jeziorem Glinna znajdują się na wysokości 25–30 m n.p.m. Nieznacznie się wznosząc (do około 35 m n.p.m.) Ku północy teren się podnosi tak, że szczyty wzniesień o orientacji południkowej osiągają 74 m n.p.m.
W obniżeniach terenu z wysokim poziomem wód gruntowych występują gleby bagienne. Gleby torfowe i mułowo-torfowe pokrywają najniższe partie rezerwatu nad jeziorem Glinna oraz dna dolin strumieni. Znaczną powierzchnię rezerwatu zajmują bardzo żyzne czarnoziemy. Gleby te wykształciły się w warunkach dużej wilgotności z bardzo bogatych w węglan wapnia glin i piasków akumulacji lodowcowej. Na glebach tych występują buczyny źródliskowe i łęgi jesionowe. Największe powierzchnie zajmują w rezerwacie gleby brunatnoziemne porośnięte żyznymi buczynami.

### Szata roślinna
W rezerwacie wykształcają się lasy bukowe o cechach zespołu naturalnego i o różnych odmianach typologicznych, w tym z rzadkim zespołem buczyny źródliskowej ze storczykami (Mercuriali-Fagetum). Wnętrze lasu jest ocienione i wilgotne, co sprzyja pokrywaniu drzew przez porosty i glony. Na licznych kamieniach nad strumieniami rozwijają się mchy wapniolubne. W jarach rozwijają się lasy łęgowe, a w miejscach nisko położonych i zabagnionych, przede wszystkim nad jeziorem Glinna, płaty olszyn i łozowisk. Zbocza pagórków porasta zespół buczyny pomorskiej w różnych odmianach.
Spośród roślin chronionych występują tu m.in.: bluszcz pospolity (Hedera helix), wiciokrzew pomorski (Lonicera periclymenum), buławnik czerwony (Cephalanthera rubra), kruszczyk szerokolistny (Epipactis helleborine), gnieźnik leśny (Neottia nidus-avis), porzeczka czarna (Ribes nigrum), kalina koralowa (Viburnum opulus), kruszyna pospolita (Frangula alnus), przytulia wonna (Galium odoratum), konwalia majowa (Convallaria majalis).
Natomiast z roślin zagrożonych i rzadkich mają swoje stanowiska: gwiazdnica bagienna (Stellaria uliginosa), turzyca zgrzebłowata (Carex strigosa), przetacznik górski (Veronica montana), skrzyp zimowy (Equisetum hyemale), przylaszczka pospolita (Hepatica nobilis), zachyłka oszczepowata (Phegopteris connectilis), kokorycz pusta (Corydalis cava), kokorycz wątła (Corydalis intermedia).

## Walory turystyczne
Na północno-wschodnim skraju rezerwatu, od strony ogrodu dendrologicznego – głaz narzutowy z tablicą upamiętniającą dr. Jerzego Jackowskiego (zasłużonego leśnika i działacza Ligi Ochrony Przyrody). Głaz ma 4,6 m obwodu i 1,4 m wysokości. Jest to  granit ortoklazowy, różowy, gruboziarnisty. Obok dwa inne głazy z granitu różowego gruboziarnistego (obw. 4,2 m, wys. 1,2 m oraz obw. 4,8 m, wys. 0,9 m).
Przy głazach węzeł znakowanych szlaków turystycznych:
- Szlak im. Stanisława Pawelskiego
- Szlak im. Bolesława Czwójdzińskiego
- Szlak Sekwoi
- ścieżka dydaktyczna (pętla długości 4 km, 12 przystanków z tablicami poglądowymi)

Przez rezerwat prowadzi znakowany niebieski turystyczny Szlak im. Stanisława Grońskiego.